# Placówka Straży Celnej „Drawsko”

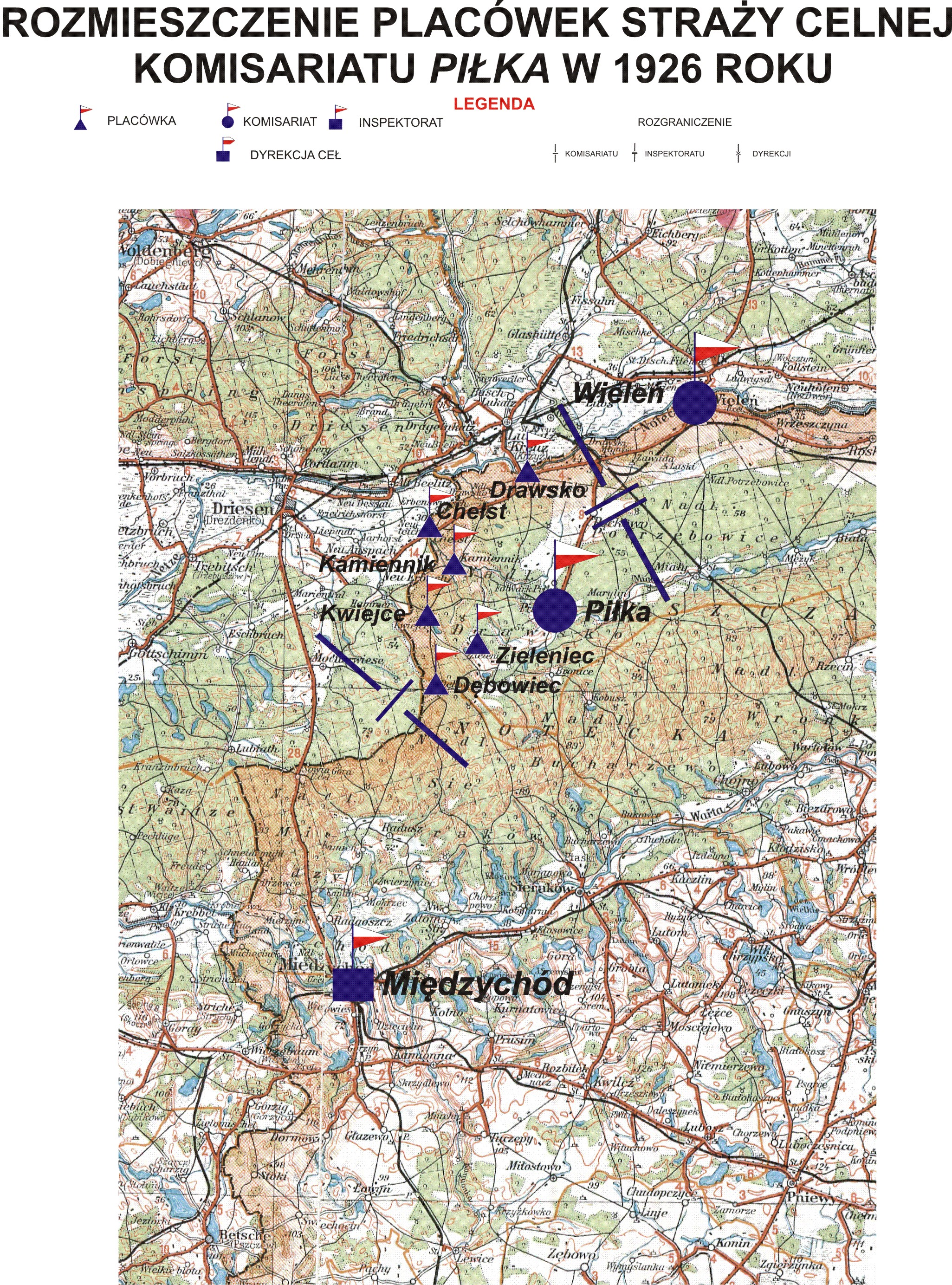
Rozlokowanie placówek Straży Celnej Komisariatu Piłka w 1926

Placówka Straży Celnej „Drawsko” – jednostka organizacyjna Straży Celnej pełniąca w okresie międzywojennym służbę ochronną na granicy polsko-niemieckiej.

## Formowanie i zmiany organizacyjne
Na wniosek Ministerstwa Skarbu, uchwałą z 10 marca 1920 roku, powołano do życia Straż Celną. Od połowy 1921 roku jednostki Straży Celnej rozpoczęły przejmowanie odcinków granicy od pododdziałów Batalionów Celnych. Proces tworzenia Straży Celnej trwał do końca 1922 roku. Placówka Straży Celnej „Drawsko” weszła w podporządkowanie komisariatu Straży Celnej „Piłka” z Inspektoratu SC „Międzychód”.
W drugiej połowie 1927 roku przystąpiono do gruntownej reorganizacji Straży Celnej. W praktyce skutkowało to rozwiązaniem tej formacji granicznej. Ochronę północnej, zachodniej i południowej granicy państwa przejęła powołana z dniem 2 kwietnia 1928 roku Straż Graniczna.
Rozkazem nr 3 z 25 kwietnia 1928 roku w sprawie organizacji Wielkopolskiego Inspektoratu Okręgowego dowódca Straży Granicznej gen. bryg. Stefan Pasławski określił strukturę organizacyjną komisariat SG „Piłka”. Placówka Straży Granicznej I linii „Drawsko” znalazła się w jego strukturze.

## Funkcjonariusze placówki
Kierownicy placówki
| stopień    | imię i nazwisko, numer      | okres pełnienia służby | kolejne stanowisko |
| ---------- | --------------------------- | ---------------------- | ------------------ |
| przodownik | Franciszek Tyrakowski (454) | był w 1926             |                    |

Obsada personalna placówki w 1926:
- przodownik Franciszek Tyrakowski (454)
- starszy strażnik Ignacy Pietrzak (143)
- starszy strażnik Franciszek Kłosowski (124)
- strażnik Mieczysław Kolasiński (335)
- strażnik Ludwik Hołderny (31)
- strażnik Wiktor Tomczak (431)
- strażnik Franciszek Lewandowski (697)
- strażnik Jan Burdziński (945)
- strażnik Marian Klichowski (956)
- strażnik Franciszek Kaczmarek (667)
- strażnik Seweryn Chwarścianek (267)
- strażnik Sylwester Waloszyk (1333)
- strażnik Stanisław Grenda (2311)
- strażnik Jan Dymek (3319)